# Хормалинская волость
Хормалинская волость (1861—1927) — административно-территориальная единица с центром в селе Хормалы на территории Цивильского уезда Казанской губернии Российской империи, с 21—22 июня 1922 года — Ибресинского (Батыревского) уезда Чувашской автономной области (Чувашской АССР).

## География
На 1923 год самой северной точкой волости была поляна Алшиха, на которой с 1928 года расположена деревня Алшихово.

## История
Волость была образована в 1861 году в составе Цивильского уезда и включила в себя 2 сельских общества: Хом-Яндобинское и Чурашевское.
В Хом-Яндобинское сельское общество вошли 6 селений: Хормалы, Андрюшево, Кляшево, Тойси-Паразуси, Яндоба (на реке Хома), Асаново. В этом сельском обществе в 1861 году проживало 2962 человека (1420 мужчин, 1542 женщины).
В Чурашевское сельское общество вошли 4 селения: Чурашево-Камаево Поле, Уты-Камаево Поле (Вудоялы), Айбеч-Камаево Поле и Климово.

## Состав
Включала селения Андрюшево, Новые Высли, Асаново, Айбечи, Вудоялы, Нижнее Кляшево, Новое Чурашево, Климово, Сирикли, Тойси-Паразуси, Хом-Яндобы, Хормалы.
По состоянию на 1917 год в Хормалинскую волость Цивильского уезда Казанской губернии входили сёла Хормалы (Богородское), Климово, Новое Чурашево и деревни Айбечи (Айбеч-Камаево Поле), Асаново, Вудоялы (Уты-Камаево Поле), Кожакпось, Нижнее Кляшево, Сив-Сирма, Сирикли, Тойси-Паразусь, Яндоба:323.
На территории волости располагались приходы Богородицкой церкви села Хормалы, церкви Покрова Пресвятой Богородицы (Сретенская) села Климово и Троицкой церкви села Ново-Чурашево.
Хормалинская волость перешла из Цивильского в выделенный из него новый Ибресинский уезд 21—22 июня 1922 года.
Согласно постановлению Центрального Исполнительного Комитета «О районировании ЧАССР» от 5 сентября 1927 года административно-территориальное районирование ЧАССР делилось на 17 кантонов. 13-й Кантон — Ибресинский, с центром в посёлке при станции Ибреси и формируется из двух целых волостей: Хормалинской — в составе 38 селений и Муратовской — в составе 27 селений.
Согласно архивным документам деревня Асаново входила в Хормалинскую волость Цивильского уезда Казанской губернии.
Крестьяне Хормалинской волости до отмены крепостного права являлись государственными.
Согласно выпискам из приказов Областного Суда Чувашской Автономной Области 1922—1923 годов усматривается, что на территории района (Батыревского уезда) действовали 5 участков народных судов. Среди них судья Кириллов Конон Кириллович по участку № 3, обслуживающем Хормалинскую волость.
Хомбусь-Батыревская волость Батыревского уезда Была ликвидирована 30 сентября 1926 года и присоединена к Хормалинской волости.